# Алтеровани акорд
Алтеровани акорд је акорд који је претрпео хроматску промену, т. ј. коме је један тон повишен или снижен. Постоје два типа алтерованих акорада: дијатонски и хроматски.

## Дијатонски
Алтеровани акорди дијатонског типа су: наполитански секстакорд, лидијски секстакорд, доминантина доминанта, заменик доминантине доминанте, вантоналне доминанте и заменици вантоналних доминанти.

### Наполитански секстакорд
Наполитански секстакорд је обртај дурског квинтакорда на сниженом II ступњу молдура и хармонског мола. Тај дурски квинтакорд се назива фригијски, јер има одлике фригијског модуса: малу секунду између првог и другог ступња, и дурски квинтакорд на другом ступњу; употребљава се као секстакорд, и има изразито субдоминантну функцију; удваја му се басов тон, ретко секста секстакорда.

## Хроматски
Алтеровани акорди хроматског типа су: двоструко умањени акорд, тврдо умањени акорд, меко умањени акорд, и троструко умањени акорд; као и Скрјабинов акорд I и Скрјабинов акорд II.

### Двоструко умањени
Двоструко умањени алтеровани акорд хроматског типа се зове италијански акорд ако се користи као прекомерни секстакорд; ако се користи као квинтсекстакорд, онда постаје прекомерни квинтсекстакорд. Ако интервал умањене терце буде употребљен као прекомерна секста, онда се назива немачки акорд.
Структура му је: умањена терца + дурски квинтакорд.
Налази се на повишеном другом ступњу у дуру, повишеном четвртом ступњу у хармонском молу, и седмом ступњу молдура и хармонског мола (користи се као снижени други ступањ).
Разрешења:
- са повишеног II ступња у први секстакорд,
- са повишеног IV ступња у дурски квинтакорд или септакорд преко каденцирајућег квартсекстакорда,
- са VII ступња у први квинтакорд.

### Тврдо умањени
Тврдо умањени алтеровани акорд хроматског типа је мали дурског септакорда коме је снижена квинта. По структури се састоји од велике терце, умањене квинте, и мале септиме.
Налази се на другом ступњу молдура и хармонског мола, петом ступњу и користи снижени други ступањ у хармонском молу и хармонском дуру, и седмом ступњу у дуру са повишеним другим ступњем. Користи се у обртају да би интервал умањене терце који се налази између терце и квинте акорда био употребљен као прекомерна секста, па се назива прекомерни терцквартакорд, односно француски акорд.
Разрешења:
- са II ступња у пети квинтакорд, пети септакорд и преко каденцирајућег квартсекстакорда,
- са V ступња искључиво у први квинтакорд,
- са VII ступња се разрешава у први секстакорд каденцирајућег квартсекстакорда.